# روبرت بي جوهانس
روبرت بي جوهانس (بالإنجليزية: Robert P. Johannes)‏ هو مهندس فضاء جوي ومهندس أمريكي، ولد في مايو 1934.